# Streblognathus aethiopicus
Streblognathus aethiopicus är en myrart som först beskrevs av Smith 1858.  Streblognathus aethiopicus ingår i släktet Streblognathus och familjen myror. Inga underarter finns listade i Catalogue of Life.

## Bildgalleri

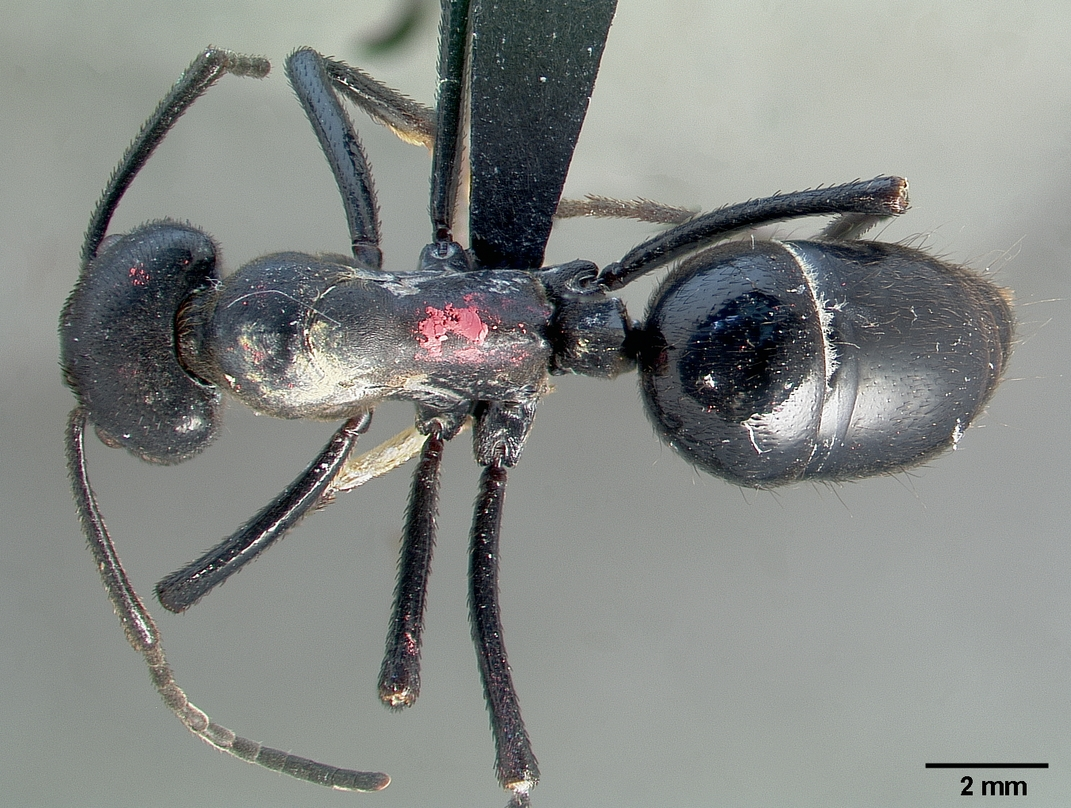
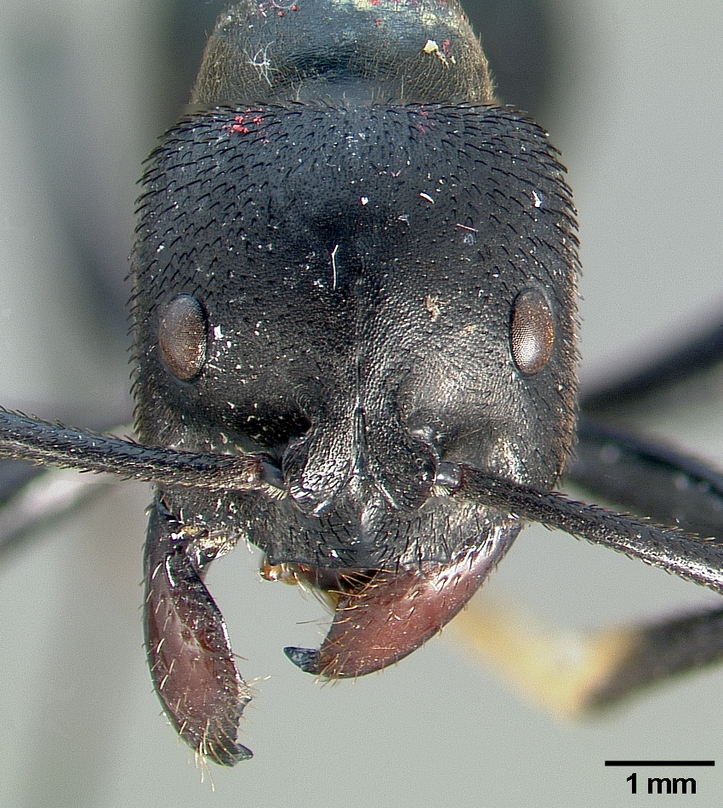
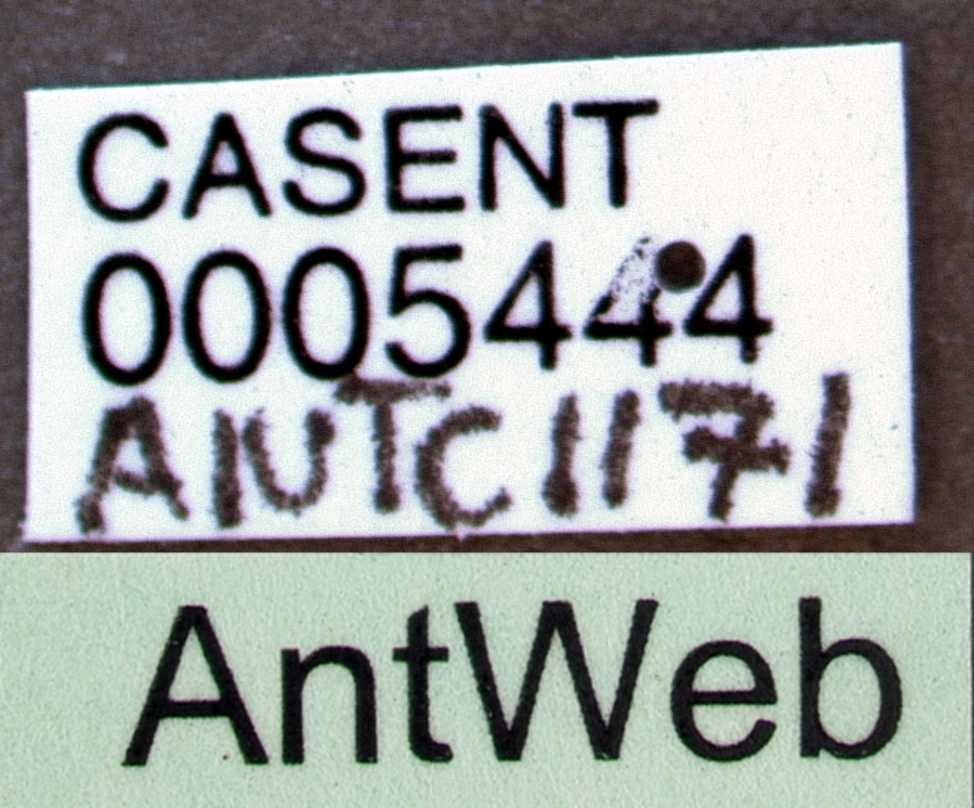
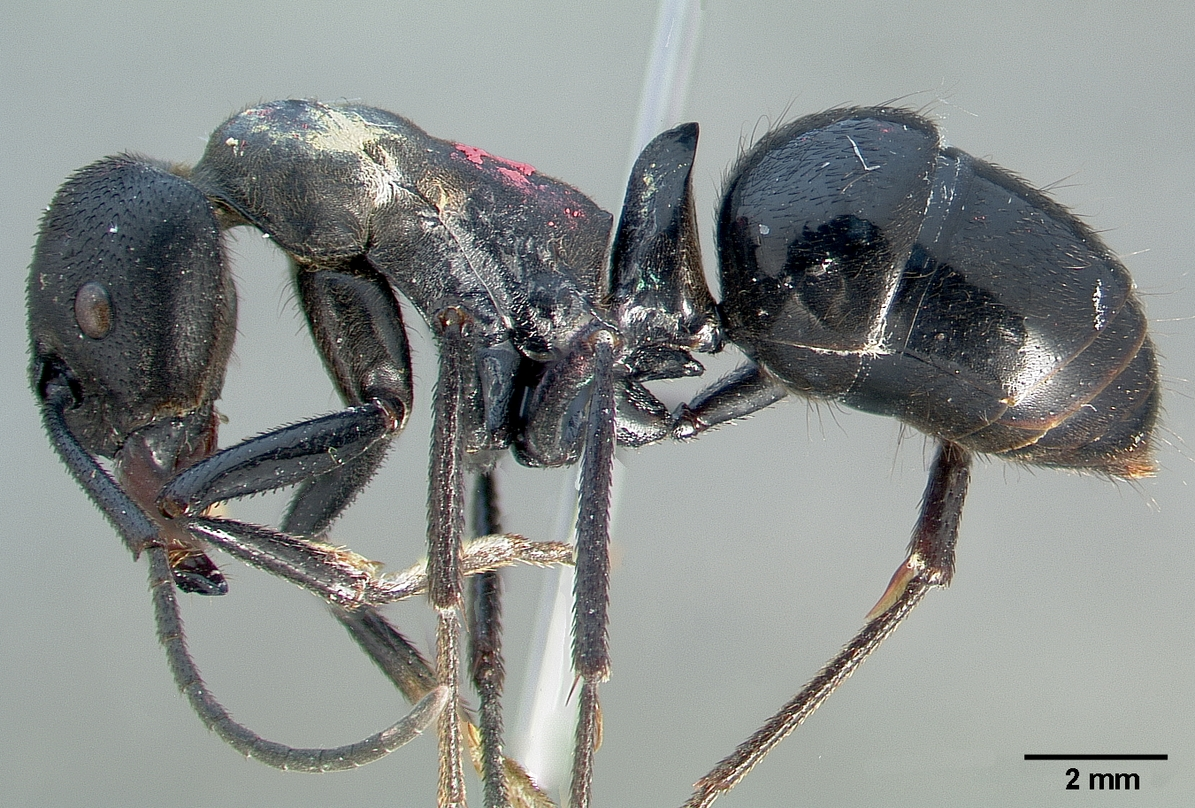
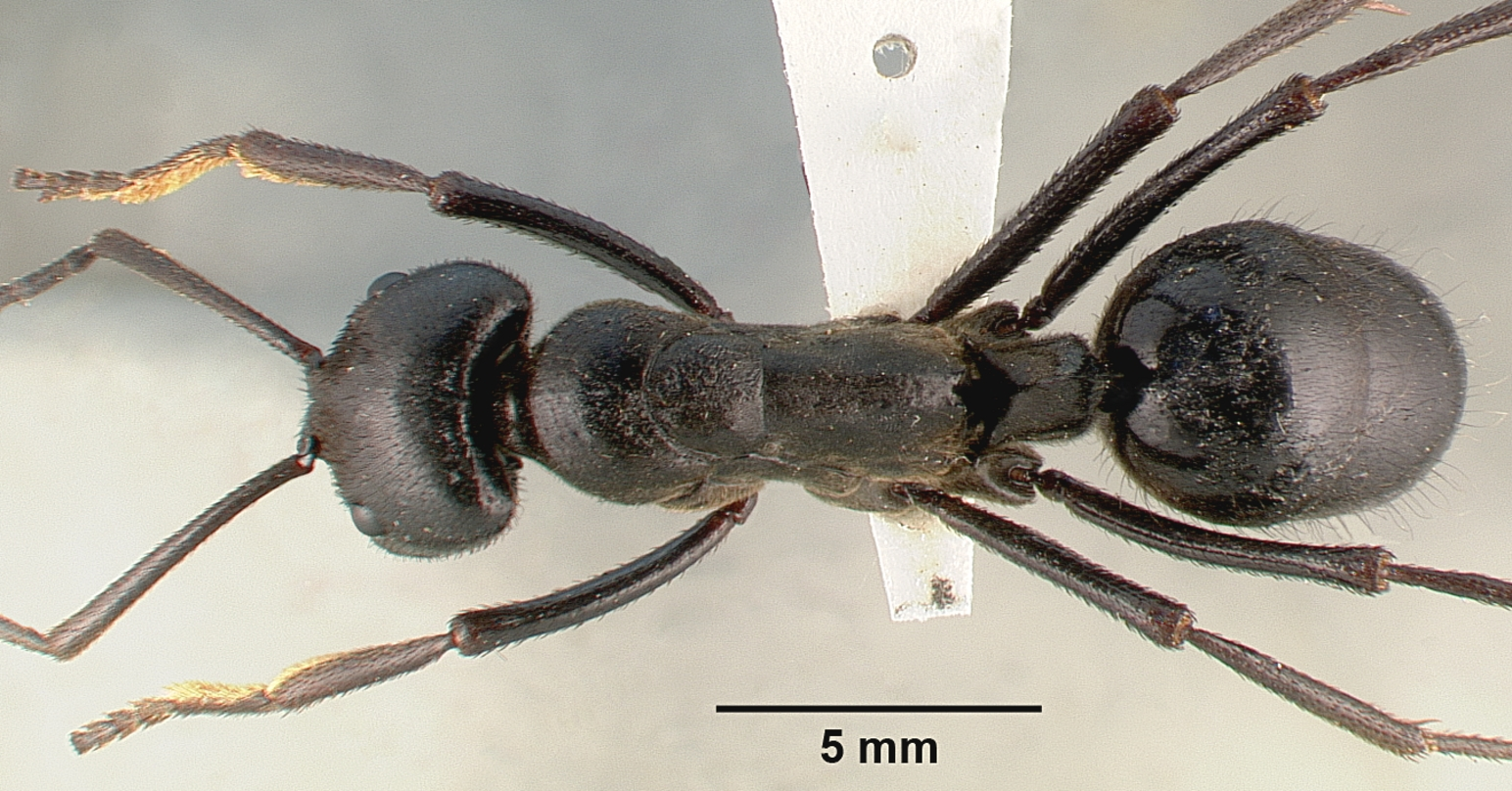
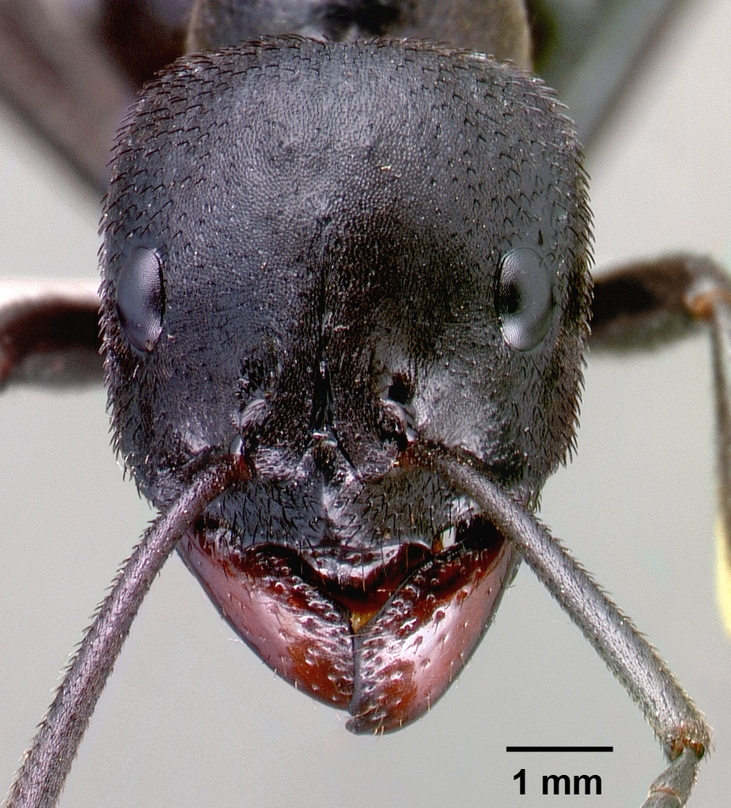